# 사향역
사향역(麝香驛)은 조선민주주의인민공화국 자강도 자성군 상평리에 위치한 북부내륙선의 역이다. 자강상평역(慈江常坪驛)으로 기록된 매체가 존재하는데, 역이 위치한 상평리를 역명으로 사용하는 장진선 상평역이 이미 존재하기 때문이다.

## 연혁
- 1988년 8월 3일 : 자성 - 후주청년 구간 개통과 함께 영업 개시[2][3]